# Amigas y Rivales (docureality)
Amigas y Rivales es un docu-reality chileno transmitido en Youtube desde el año 2006, que muestra el backstage del concurso anual de transformismo de la discoteca chilena Fausto.
En la temporada 2025, el programa es conducido por la transformista chilena Maureen Junott, mientras que el backstage es conducido por las artistas Kassandra Romanini, Macarena O'connors y Hade Mebarak.

## Formato

### Votación y estructura
El programa transmitido en las presentaciones y en Youtube muestra el backstage del concurso homónimo de transformismo de la discoteca chilena Fausto, el cual se realiza todos los domingos.
El público asistente vota por su transformista favorita en la entrada de la discoteca hasta la 1:00 a. m. para salvarla de la eliminación, después de realizar los drag shows que presentan las concursantes ya sea de manera grupal o individual en la discoteca. En la mayoría de las temporadas, son las propias compañeras quienes deben eliminar a una participante.
En cada capítulo, las artistas participantes del concurso comentan con la animadora del programa la performance de sus competidoras. El carácter de estos comentarios es denominado palabreo, el cual ha sido definido como "argot queer" por autoras como la historiadora chilena Antonia Dmarco Carrasco.

### Animación
El backstage del programa ha sido conducido por diversas transformistas chilenas, incluyendo a Janin Day, Katiuska Molotov, Kassandra Romanini, Botota Fox, Francisca del Solar, Claudia Larson, Hade Mebarak, Macarena O' Connors, Valentina Manson y Mayra Vuitton.
En algunos capítulos, han sido invitadas diferentes personas del espectáculo chileno para la conducción del backstage, tales como Anita Alvarado, Carolina Paulsen, Begoña Basauri, Carmen Gloria Bresky, Ariel Levy y Loreto Aravena.

## Impacto mediático
A raíz de su impacto mediático, «Amigas y Rivales» ha sido motivo de análisis académico por el uso de conceptos como el palabreo, la masificación del transformismo en Chile, y su registro histórico de la memoria LGBTQ+. Asimismo, una serie de cuentas en redes sociales están dedicadas a recordar la historia y principales momentos del docureality.
Por un lado, el programa ha servido de semillero para transformistas como Botota Fox, Francisca del Solar, Arianda Sodi, Luz Violeta, Asskha Sumathra, Cony Dacardill y Sabrina O'Donnell. Por otro lado, ha dado visibilidad a artistas históricas de la escena drag queen chilena como Katiuska Molotov, Francis Françoise, Angie Grace, Paulette Favres, Claudia Larson, Angela Sullivan, Maureen Junott y Janin Day.

## Controversias
En 2014, la transformista Janin Day renunció a la conducción del backstage. Nueve años más tarde, declaró en una entrevista en el programa de YouTube Las Huachas que lo hizo debido a que no estaba de acuerdo con la protección que la producción supuestamente le estaría dando a ciertos transformistas.
El 26 de marzo de 2018, la entonces conductora del backstage Katiuska Molotov murió al finalizar su rutina en el circo «La Botota y sus amigas», que se presentaba en Buin, al sur de Santiago. Luego de tener una exitosa presentación, Molotov sufrió un infarto fulminante en el momento en que las artistas se despedían y agradecían al público.

## Temporadas
| Año        | Nombre                                  | Conductora oficial  | Conductora del backstage                           | Finalistas | Ganadora                       |  |
| ---------- | --------------------------------------- | ------------------- | -------------------------------------------------- | --- | ------------------------------ |  |
| 2006       | Amigas y Rivales                        | Maureen Junott      | Alejandra Báez                                     | Arantxa Milinsen, Camila Manson, Paulette Favres                                                                       | Arantxa Milinsen               |  |
| 2008       | Amigas y Rivales 2                      | Bianca Rinaldi      | Macarena O'Connors                                 | Cony Dacardill, Valentina Manson, Kassandra Romanini, Claudia Larson.                                                  | Cony Dacardill                 |  |
| 2009       | La gordura es parte de la hermosura     | Cony Dacardill      | Nando Ruiz                                         | Katiuska Molotov, Angie Grace (en reemplazo de Macarena O'Connors), Francis Francoise, Tota Estiercoli, Susy Lamarque. | Katiuska Molotov               |  |
| 2009       | Bellas y audaces                        | Sin información     | Sin información                                    | Sin información | July London                    |  |
| 2009       | Los ochenta                             | Maureen Junott      | Janin Day                                          | Titi Bernal, Valentina Manson, Kassandra Romanini, Arianda Sodi.                                                       | Titi Bernal y Valentina Manson |  |
| 2010       | ¿Y tú a quién le has ganado?            | Fabiana Daller      | Janin Day Valentina Manson (4 episodios)           | Kassandra Romanini, Arianda Sodi, Francisca del Solar, Sophie Minogue                                                  | Kassandra Romanini             |  |
| 2011       | Tú no mereces ser salvada               | Maureen Junott      | Janin Day                                          | Francisca del Solar, Kristell Santander, Tania Scarlett, Mikaela Callahan                                              | Francisca del Solar            |  |
| 2013       | Las estrellas también se caen           | Francisca del Solar | Janin Day                                          | Sabrina O'Donnell, Botota Fox, Kassandra Romanini, Sofía Es Fluor                                                      | Sabrina O'Donnell              |  |
| 2014       | La evolución                            | Maureen Junott      | Janin Day Francisca del Solar                      | Uran Drag, Hade Mebarak, Paris Forever, Kendra Campbell                                                                | Uran Drag                      |  |
| 2016       | Nadie es indispensable                  | Maureen Junott      | Vanessa Karelli Katiuska Molotov                   | Lia Mackensy, Fran Carrera, Asskha Sumathra                                                                            | Lia Mackensy                   |  |
| 2017       | El talento no se mide con un like       | Maureen Junott      | Katiuska Molotov Claudia Larson Macarena O'Connors | Hade Mebarak, Angela Sullivan, Mayra Vuitton                                                                           | Hade Mebarak                   |  |
| 2019       | La buena, la mala y la fea / El retorno | Maureen Junott      | Claudia Larson Macarena O'Connors                  | Paris Forever, Francisca Thompson, Tyra Berry, Tais Evans                                                              | Paris Forever                  |  |
| 2023-2024  | ¿Cuánto factura tu nombre?              | Maureen Junott      | Macarena O'Connors Kassandra Romanini Hade Mebarak | Julioth Moretti, Mayra Vuitton, Sabrina O’Donnell, Antonella Mackay, Dani Dalí, Isadora Montiel                        | Julioth Moretti                |  |
| 2025- 2026 | No es nostalgia, es historia            | Maureen Junott      | Hade Mebarak Mayra Vuitton                         | En emisión |                                |  |

## Participantes históricas
- Katiuska Molotov
- Francis Françoise
- Kassandra Romanini
- Botota Fox
- Luz Violeta
- Maureen Junott
- Angie Grace
- Paulette Favres
- Francisca del Solar
- Claudia Larson
- Diana Groissman
- Asskha Sumathra
- La Pola
- Arianda Sodi
- Carolina Baily
- Valentina Manson
- Titi Bernal
- Cony Dacardill
- Sabrina O' Donnell
- Ángela Sulivan
- Hade Mebarak
- Mayra Vuitton
- Vanessa Karelli
- Catalinda Feastacia
- Sofía Es Fluor
- Danna Berry
- Ebony Engel
- Paris Forever
- Samantha Price
- Uran Drag
- Lia Mackensy
- Lita Jung Hyun
- Francisca Thompson
- Kendra Campbell
- Tania Scarlett
- Arantxa Milinsen
- Raiza in Love
- Kristell Santander
- Macarena O'Connors
- Susy Lamarque
- Tota Estiercoli
- Bianca Rinaldi
- Fabiana Daller
- Fernanda Brown
- July London
- Sophie Minogue
- Constanza Volkova
- Kimberly Tiazinha Mason Price
- Tais Evans
- Alexia Leyton
- Andrea Nogueira
- Petit Popo (Nando Ruiz)
- Camila Manson
- Alexandria Facur
- Paloma Dorante
- Daniela Casanova
- Lumy Fontaine
- Valentina Bemontt (La Porota)
- Las Hermanas Johnstar
- Los Hermanos Quintana
- Angie Hoffmann
- Jessica Parker
- Geraldine Santa Maria
- Mikaela Callahan
- Maritxu Graham
- María Isadora Newman
- Angélica Báez
- Natasha King
- Evelips
- Natalia Marín
- Fran Roberts
- Dulce Lefferti
- Isidora Ferrer
- Analy Fontaine
- Paula Zacconi
- Leila Lisperguer
- Tayra Smash
- Fernanda Newman
- Antonella Rosemond (La Bolocco)
- Alondra Marincovich
- Angely Campbell
- Rosalie Bowen
- Valentina Sampieri
- Iruz Droguett
- Ambar McCarter
- Cristal Diamond
- Mimey Davis
- Krishna Dacardill
- Amor Love Dacardill
- Tyra Berry

En cursiva: inactiva